# BA EuroFlyer
BA EuroFlyer ist eine britische Flug- und Tochtergesellschaft von British Airways mit Sitz in London. Sie bietet Kurz- und Mittelstreckenflüge von Gatwick Airport an, welche vollständig als Flüge von British Airways vermarktet werden.

## Geschichte
Vor der COVID-19-Pandemie bediente British Airways selbst über 50 Ziele von Gatwick aus an, welche zum Teil parallel zu den Flügen von der Hauptbasis am Flughafen London Heathrow durchgeführt wurden. Während der Pandemie wurden alle Flüge von Gatwick eingestellt. Um mit anderen Billigfluggesellschaften wie EasyJet konkurrieren zu können, kündigte die Firma 2021 an, eine Tochter für Kurzstreckenflüge in Gatwick zu gründen, welche zwar als Teil der Muttergesellschaft vermarktet werden, jedoch als eigenständige Entität existieren sollte.
Euroflyer startete den Flugbetrieb im März 2022, wobei die Flüge zu Beginn wegen des noch fehlenden Air Operator Certificate von British Airways durchgeführt wurden.

## Ziele
BA EuroFlyer bedient zurzeit etwa 40 Ziele von Gatwick aus, die für British Airways durchgeführt werden. Mehrheitlich werden hierbei Urlaubsziele angeflogen, insbesondere nach Frankreich, Griechenland, Italien und Spanien. Teilweise werden Flüge nur saisonal angeboten.

## Flotte
Mit Stand April 2025 besteht die Flotte von BA Euroflyer aus folgenden 23 Flugzeugen mit einem Durchschnittsalter von 21,0 Jahren:
| Flugzeugtyp     | Anzahl | bestellt | Anmerkungen                                    | Sitzplätze | Durchschnittsalter |
| --------------- | ------ | -------- | ---------------------------------------------- | ---------- | ------------------ |
| Airbus A320-200 | 12     |          | betrieben für British Airways; je eine inaktiv | 180 177    | 22,4 Jahre         |
| Airbus A321-200 | 11     |          | betrieben für British Airways; je eine inaktiv | 218        | 19,4 Jahre         |
| Gesamt          | 23     | -        |                                                |            | 21,0 Jahre         |